# 莫皮哈環礁

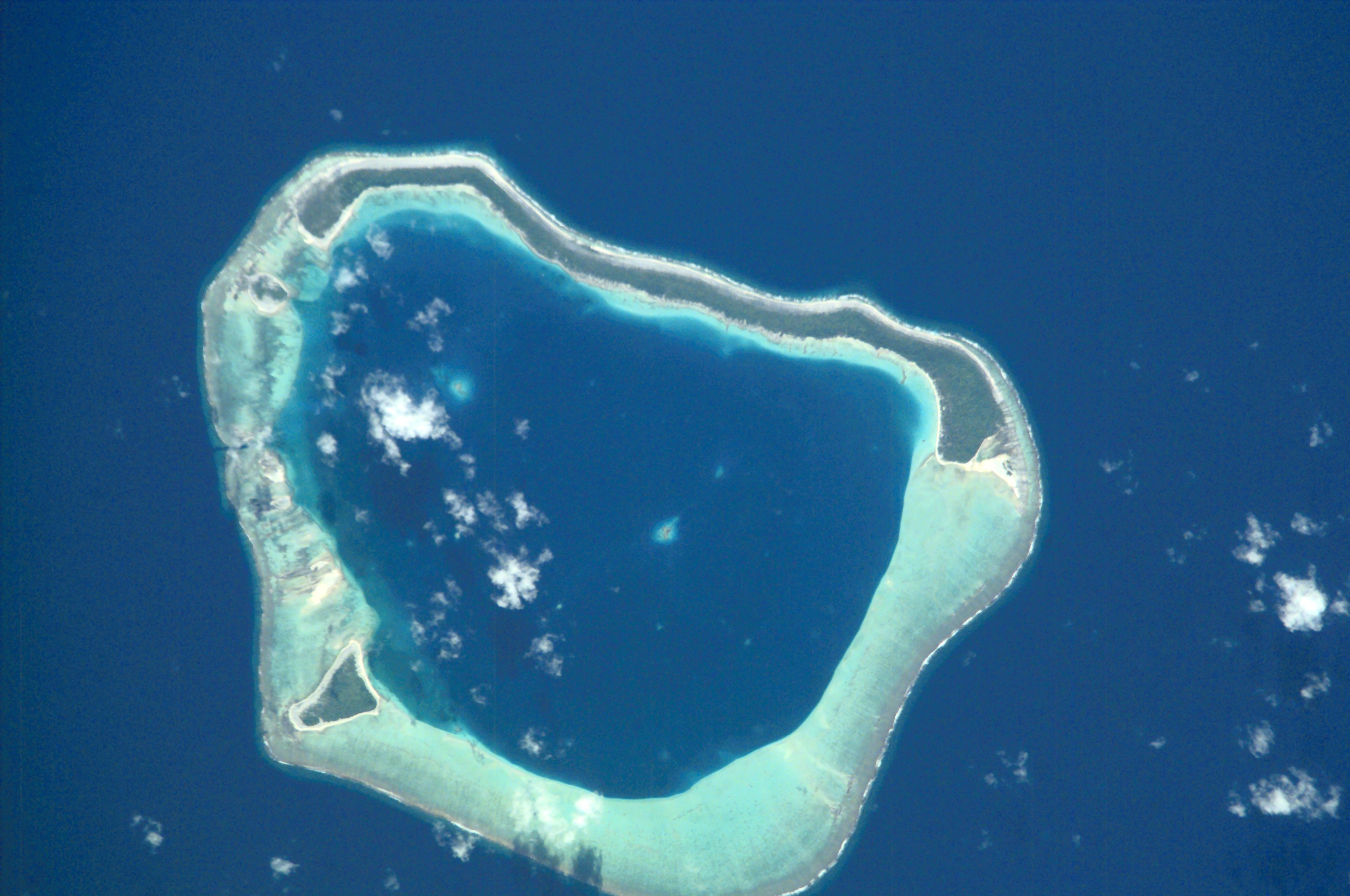
NASA拍摄卫星图

莫皮哈環礁（Maupihaa），又称莫佩利亚环礁（Mopelia），是南太平洋法屬波利尼西亞的環礁，屬於背風群島的一部分，位於馬努瓦埃環礁東南72公里，由4個島嶼組成，直徑8公里，由莫皮蒂市镇管辖，土地面積2.6平方公里，潟湖面積30平方公里，2017年人口20。

## 外部連結
- Atoll list (in French) （页面存档备份，存于）

16°48′S 153°57′W / 16.800°S 153.950°W